# Louise (métro de Bruxelles)
Pour les articles homonymes, voir Louise.
Louise (en néerlandais : Louiza) est une station des lignes 2 et 6 du métro de Bruxelles située à Bruxelles, sur les communes de Bruxelles-ville et Saint-Gilles.

## Situation
La station de métro est située sous la place Louise, dans l'axe de la petite ceinture. Elle est sous-titrée Parcours Horta (en néerlandais : Hortahuis) sur la signalétique.
Elle est située entre les stations Hôtel des Monnaies et Porte de Namur sur les lignes 2 et 6.

## Histoire
Fin des années 1960, malgré les sites propres existants, les lignes de tramway parcourant la Petite Ceinture étaient particulièrement lentes à cause d'une congestion sans cesse croissante. Lors de la construction de la Petite Ceinture « autoroutière », des tunnels ont été créés de Rogier à la Porte de Namur pour les lignes de tram existantes (18, 19, 32 , 101, 102 et 103) qui y ont été détournées. Cependant, ces lignes restaient soumises aux encombrements à l'extérieur des tunnels, notamment aux abords des carrefours tel celui de la place Louise. La décision de poursuivre la construction de ligne de prémétro de la Petite Ceinture, depuis Porte de Namur, vers la gare de Bruxelles-Midi est prise en 1970. Les premiers travaux de poursuite sont entamés en 1978. 
Inaugurée le 19 août 1985 par le ministre des communications Herman De Croo, sous le nom Place Louise. La station a officiellement changé de nom le 2 octobre 1988, lors du changement de la ligne de pré-métro en ligne de métro.
Lors de la construction de la station, on avait également prévu un tunnel destiné à une future ligne 4 (axe Louise - Régent - Royale). Ce tunnel allant de la place Stéphanie à la place Poelaert, a été prévu un niveau sous celui du métro actuel et la station aurait permis les correspondances entre le métro et les actuels trams 8, 92, 93 et 97.
De manière étonnante, ces infrastructures existent aujourd'hui mais ne sont pas usitées, l'encombrement du Goulet Louise semble donc préféré aux quelques travaux qui seraient nécessaires pour finaliser l'infrastructure à la suite de l’opposition des commerçants du quartier.

## Service aux voyageurs

### Accès
La station compte six accès :
- Accès nos 1 et 2 : situés de part et d'autre de l'avenue Louise (accompagnés d'un escalator chacun et d'un ascenseur pour le second) ;
- Accès nos 3 et 4 : situés avenue de Waterloo (accompagnés d'un escalator chacun) ;
- Accès nos 5 et 6 : situés sur le terre-plein de la place Louise, au niveau de la station de tramway (accompagnés d'un ascenseur pour le premier).

La station a été construite avec 3 niveaux souterrains dont deux composés de quais pour desservir deux lignes de métro s’y croisant. Le niveau -3 n’est pas utilisé car le projet de ligne l’utilisant n’a jamais abouti,.

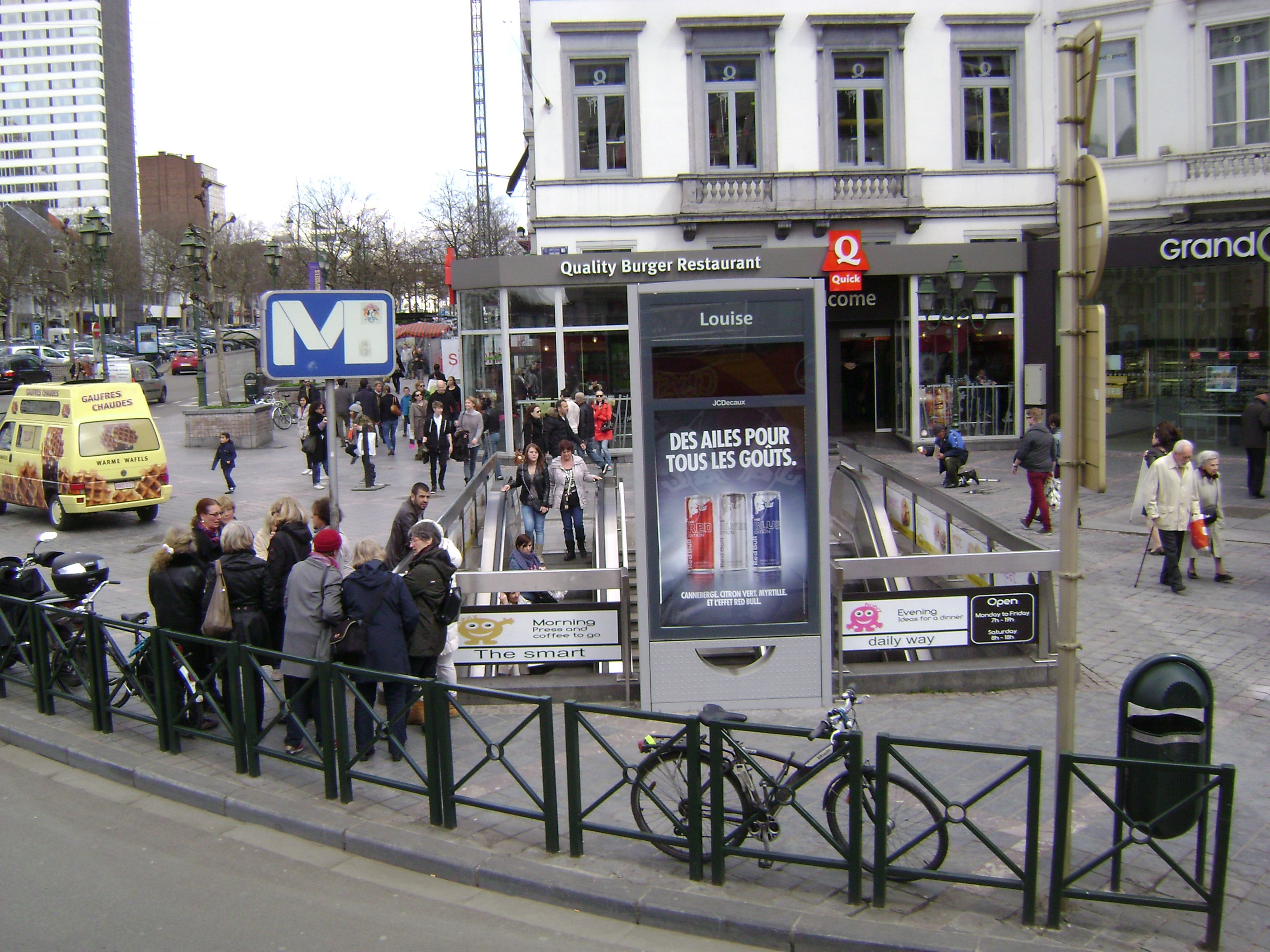
Entrée de la station
La Terre en Fleur par Edmond Dubrunfaut

### Quais
La station est de conception classique avec deux voies encadrées par deux quais latéraux.

### Intermodalité
La station est desservie par les lignes 8, 92, 93 et 97 du tramway de Bruxelles, par la ligne 33 des autobus de Bruxelles et, la nuit, par les lignes N06, N08, N09, N10 et N11 du réseau Noctis.

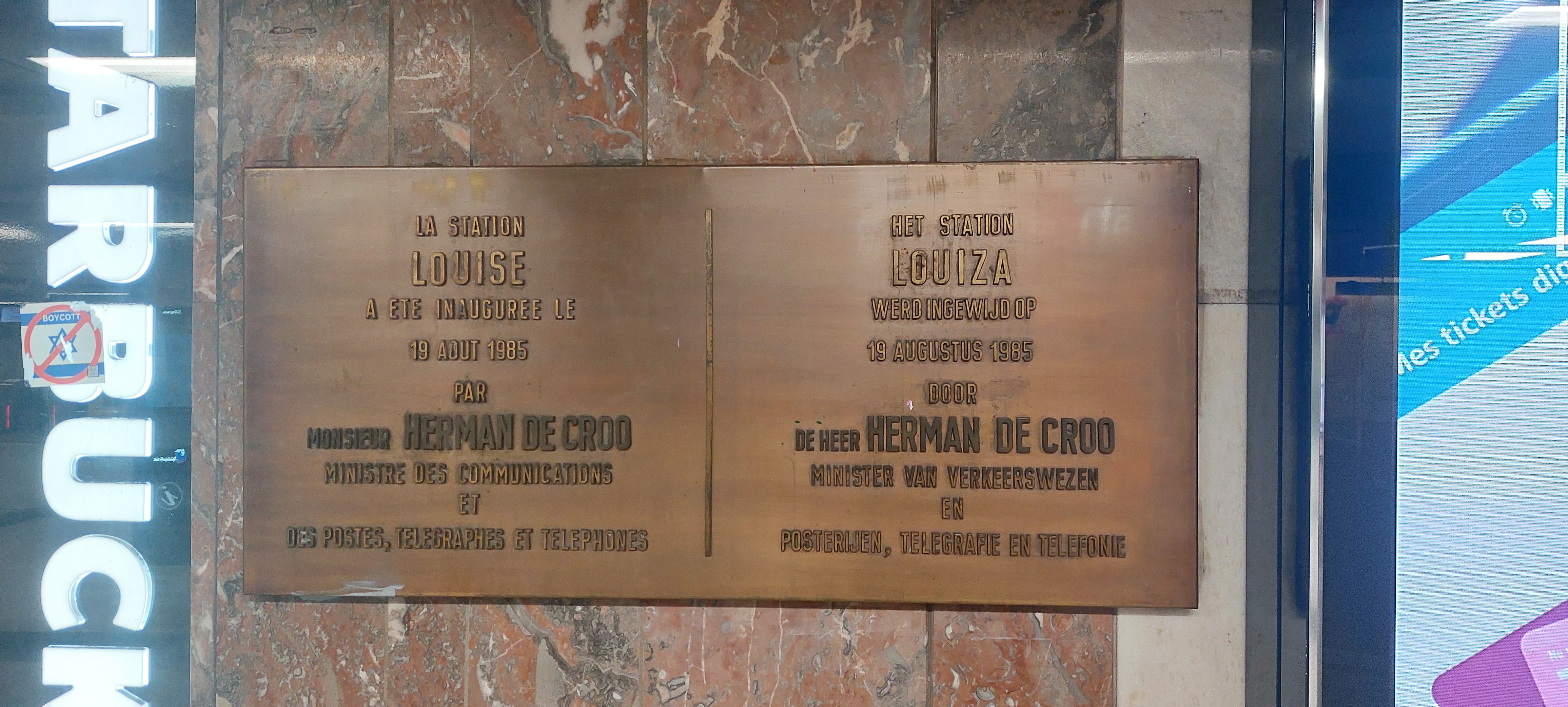
Plaque à l'intérieur de la station commémorant son inauguration.

## À proximité
- Avenue Louise
- Le Palais de justice de Bruxelles